# Bahnstrecke Libourne–Buisson
| Bahnhofsgebäude von Mauzac, Sommer 2017 |                      | | |
| |                      | | |
| Streckennummer (SNCF): | 629 000              | | |
| Kursbuchstrecke (SNCF): | 108, 109             | | |
| Streckenlänge: | 97,1 km              | | |
| Spurweite: | 1435 mm (Normalspur) | | |
| Maximale Neigung: | 5 ‰                  | | |
| Streckengeschwindigkeit: | 90 km/h              | | |
| |                      | | |
| \| \| \| Bahnstrecke Paris–Bordeaux von Bordeaux-Saint-Jean \| \| \| \| \| Bahnstrecke Saint-André-de-Cubzac–Puisseguin (1 m) \| \| \| \| 547,1 \| Libourne \| 15 m \| \| \| \| \| \| \| \| \| \| \| \| \| \| Bahnstrecke Marcenais–Libourne nach Marcenais und Bahnstrecke Paris–Bordeaux nach Paris-Austerlitz \| \| \| \| \| \| \| \| \| \| Bahnstrecke Saint-André-de-Cubzac–Puisseguin (1 m) \| \| \| \| 554,7 \| Saint-Émilion \| 23 m \| \| \| 556,9 \| Saint-Laurent-des-Combes \| 22 m \| \| \| 559,7 \| Saint-Étienne-de-Lisse \| 15 m \| \| \| 564,5 \| Castillon \| 25 m \| \| \| 567,0 \| Lidoire (51 m), Département Gironde / Dordogne \| Lidoire (51 m), Département Gironde / Dordogne \| \| \| 569,6 \| Lamothe-Montravel \| 20 m \| \| \| 572,8 \| Montcaret \| 20 m \| \| \| 576,1 \| Vélines \| 24 m \| \| \| 580,1 \| Saint-Antoine-de-Breuilh \| 19 m \| \| \| ~581,9 \| D 936E2 (ehem. N 136, ehem. BUE) \| D 936E2 (ehem. N 136, ehem. BUE) \| \| \| 582,0 \| Saint-Antoine-Port-Sainte-Foy \| 20 m \| \| \| \| \| \| \| \| 584,4 \| Dordogne (Pont de Sainte-Foy-la-Grande, 190 m), Département Dordogne / Gironde \| Dordogne (Pont de Sainte-Foy-la-Grande, 190 m), Département Dordogne / Gironde \| \| \| \| \| \| \| \| 585,6 \| Sainte-Foy-la-Grande \| 20 m \| \| \| ~591,9 \| Département Gironde / Dordogne \| Département Gironde / Dordogne \| \| \| 594,4 \| Gardonne \| 32 m \| \| \| 596,1 \| Gardonnette (21 m) \| Gardonnette (21 m) \| \| \| ~598,2 \| D 936 (ehem. N 136) \| D 936 (ehem. N 136) \| \| \| 598,4 \| Lamonzie-Saint-Martin \| 27 m \| \| \| 600,4 \| Dordogne (Pont de Prigonrieux, 196 m) \| Dordogne (Pont de Prigonrieux, 196 m) \| \| \| 601,1 \| Prigonrieux-La Force \| 28 m \| \| \| \| Bahnstrecke Magnac-Touvre–Marmande v. Magnac-Touvre \| \| \| \| 607,5 \| Bergerac \| Bergerac \| \| \| ~607,6 \| Av. Pasteur (ehem. N 21) \| Av. Pasteur (ehem. N 21) \| \| \| \| Bahnstrecke Périgeux–Bergerac von Périgeux \| \| \| \| \| Gleisanschluss Poudrerie de Bergerac \| \| \| \| \| Bahnstrecke Magnac-Touvre–Marmande nach Marmande \| \| \| \| ~611,2 \| N 21 \| N 21 \| \| \| 614,9 \| Creysse-Mouleydier \| 44 m \| \| \| 615,8 \| Viaduc de Mouleydier (56 m) \| Viaduc de Mouleydier (56 m) \| \| \| 616,0 \| Tunnel de Mouleydier (178 m) \| Tunnel de Mouleydier (178 m) \| \| \| 620,3 \| Saint-Capraise-de-Lalinde \| 40 m \| \| \| 624,8 \| Couze \| 41 m \| \| \| 628,0 \| Lalinde \| 47 m \| \| \| 631,0 \| Sauvebœuf \| 45 m \| \| \| 632,3 \| Mauzac \| 49 m \| \| \| 633,7 \| Dordogne (Pont de Mauzac, 255 m) \| Dordogne (Pont de Mauzac, 255 m) \| \| \| 634,0 \| Tunnel de Traly (300 m) \| Tunnel de Traly (300 m) \| \| \| 635,0 \| Tunnel du Cayre (349 m) \| Tunnel du Cayre (349 m) \| \| \| 635,4 \| Dordogne (Pont de Trémolat, 231 m) \| Dordogne (Pont de Trémolat, 231 m) \| \| \| 636,1 \| Trémolat \| 53 m \| \| \| \| Brücke (30 m) \| \| \| \| 639,3 \| Dordogne (Pont d’Alles, 212 m) \| Dordogne (Pont d’Alles, 212 m) \| \| \| 639,6 \| Alles-sur-Dordogne \| 59 m \| \| \| 641,2 \| Dordogne (Pont de Limeuil, 212 m) \| Dordogne (Pont de Limeuil, 212 m) \| \| \| \| Bahnstrecke Niversac–Agen von Périgueux \| \| \| \| 643,0 \| Dordogne (Viaduc de Vic, 222 m) \| Dordogne (Viaduc de Vic, 222 m) \| \| \| 644,2 557,4 \| Le Buisson \| 63 m \| \| \| \| Bahnstrecke Niversac–Agen n. Agen ü. Siorac-en-Périgord \| \| \| \| \| \| \| \| \| \| Bahnstrecke Siorac-en-Périgord–Cazoulès n. Cazoulès ü. Siorac-en-Périgord \| \| \| \| \| \| \| |                      | | |
| |                      | Bahnstrecke Paris–Bordeaux von Bordeaux-Saint-Jean                                                 | |
| Strecke · U-Bahn-Strecke von links (außer Betrieb) |                      | Bahnstrecke Saint-André-de-Cubzac–Puisseguin (1 m)                                                 | Bahnstrecke Saint-André-de-Cubzac–Puisseguin (1 m)                                                 |
| Bahnhof · U-Bahn-Bahnhof | 547,1                | Libourne                                                                                           | 15 m                                                                                               |
| Kreuzung geradeaus oben · U-Bahn-Strecke nach rechts (außer Betrieb) |                      | | |
| |                      | | |
| Abzweig geradeaus und nach links · Abzweig quer und von rechts · Strecke quer |                      | Bahnstrecke Marcenais–Libourne nach Marcenais und Bahnstrecke Paris–Bordeaux nach Paris-Austerlitz | Bahnstrecke Marcenais–Libourne nach Marcenais und Bahnstrecke Paris–Bordeaux nach Paris-Austerlitz |
| |                      | | |
| U-Bahn-Strecke nach links (außer Betrieb) · Kreuzung geradeaus oben · U-Bahn-Strecke quer |                      | Bahnstrecke Saint-André-de-Cubzac–Puisseguin (1 m)                                                 | Bahnstrecke Saint-André-de-Cubzac–Puisseguin (1 m)                                                 |
| Bahnhof | 554,7                | Saint-Émilion                                                                                      | 23 m                                                                                               |
| ehemaliger Bahnhof | 556,9                | Saint-Laurent-des-Combes                                                                           | 22 m                                                                                               |
| ehemaliger Bahnhof | 559,7                | Saint-Étienne-de-Lisse                                                                             | 15 m                                                                                               |
| Bahnhof | 564,5                | Castillon                                                                                          | 25 m                                                                                               |
| | 567,0                | Lidoire (51 m), Département Gironde / Dordogne                                                     | Lidoire (51 m), Département Gironde / Dordogne                                                     |
| Bahnhof | 569,6                | Lamothe-Montravel                                                                                  | 20 m                                                                                               |
| ehemaliger Bahnhof | 572,8                | Montcaret                                                                                          | 20 m                                                                                               |
| Bahnhof | 576,1                | Vélines                                                                                            | 24 m                                                                                               |
| Haltepunkt / Haltestelle | 580,1                | Saint-Antoine-de-Breuilh                                                                           | 19 m                                                                                               |
| Strecke mit Straßenbrücke | ~581,9               | D 936E2 (ehem. N 136, ehem. BUE)                                                                   | D 936E2 (ehem. N 136, ehem. BUE)                                                                   |
| ehemaliger Bahnhof | 582,0                | Saint-Antoine-Port-Sainte-Foy                                                                      | 20 m                                                                                               |
| |                      | | |
| Grenze auf Brücke über Wasserlauf | 584,4                | Dordogne (Pont de Sainte-Foy-la-Grande, 190 m), Département Dordogne / Gironde                     | Dordogne (Pont de Sainte-Foy-la-Grande, 190 m), Département Dordogne / Gironde                     |
| |                      | | |
| Bahnhof | 585,6                | Sainte-Foy-la-Grande                                                                               | 20 m                                                                                               |
| Grenze | ~591,9               | Département Gironde / Dordogne                                                                     | Département Gironde / Dordogne                                                                     |
| Bahnhof | 594,4                | Gardonne                                                                                           | 32 m                                                                                               |
| Brücke über Wasserlauf | 596,1                | Gardonnette (21 m)                                                                                 | Gardonnette (21 m)                                                                                 |
| Bahnübergang | ~598,2               | D 936 (ehem. N 136)                                                                                | D 936 (ehem. N 136)                                                                                |
| Bahnhof | 598,4                | Lamonzie-Saint-Martin                                                                              | 27 m                                                                                               |
| Brücke über Wasserlauf | 600,4                | Dordogne (Pont de Prigonrieux, 196 m)                                                              | Dordogne (Pont de Prigonrieux, 196 m)                                                              |
| ehemaliger Bahnhof | 601,1                | Prigonrieux-La Force                                                                               | 28 m                                                                                               |
| Abzweig geradeaus und von links |                      | Bahnstrecke Magnac-Touvre–Marmande v. Magnac-Touvre                                                | Bahnstrecke Magnac-Touvre–Marmande v. Magnac-Touvre                                                |
| Bahnhof · U-Bahn-Kopfbahnhof Streckenanfang | 607,5                | Bergerac                                                                                           | Bergerac                                                                                           |
| Bahnübergang · U-Bahn-Bahnübergang | ~607,6               | Av. Pasteur (ehem. N 21)                                                                           | Av. Pasteur (ehem. N 21)                                                                           |
| Strecke · U-Bahn-Strecke nach links (außer Betrieb) |                      | Bahnstrecke Périgeux–Bergerac von Périgeux                                                         | Bahnstrecke Périgeux–Bergerac von Périgeux                                                         |
| Betriebsstelle Streckenanfang · Strecke |                      | Gleisanschluss Poudrerie de Bergerac                                                               | Gleisanschluss Poudrerie de Bergerac                                                               |
| Abzweig ehemals quer und nach links · Abzweig geradeaus und nach rechts |                      | Bahnstrecke Magnac-Touvre–Marmande nach Marmande                                                   | Bahnstrecke Magnac-Touvre–Marmande nach Marmande                                                   |
| Strecke mit Straßenbrücke | ~611,2               | N 21                                                                                               | N 21                                                                                               |
| ehemaliger Bahnhof | 614,9                | Creysse-Mouleydier                                                                                 | 44 m                                                                                               |
| Brücke | 615,8                | Viaduc de Mouleydier (56 m)                                                                        | Viaduc de Mouleydier (56 m)                                                                        |
| Tunnel | 616,0                | Tunnel de Mouleydier (178 m)                                                                       | Tunnel de Mouleydier (178 m)                                                                       |
| ehemaliger Bahnhof | 620,3                | Saint-Capraise-de-Lalinde                                                                          | 40 m                                                                                               |
| Bahnhof | 624,8                | Couze                                                                                              | 41 m                                                                                               |
| Bahnhof | 628,0                | Lalinde                                                                                            | 47 m                                                                                               |
| ehemaliger Haltepunkt / Haltestelle | 631,0                | Sauvebœuf                                                                                          | 45 m                                                                                               |
| Bahnhof | 632,3                | Mauzac                                                                                             | 49 m                                                                                               |
| Brücke über Wasserlauf | 633,7                | Dordogne (Pont de Mauzac, 255 m)                                                                   | Dordogne (Pont de Mauzac, 255 m)                                                                   |
| Tunnel | 634,0                | Tunnel de Traly (300 m)                                                                            | Tunnel de Traly (300 m)                                                                            |
| Tunnel | 635,0                | Tunnel du Cayre (349 m)                                                                            | Tunnel du Cayre (349 m)                                                                            |
| Brücke über Wasserlauf | 635,4                | Dordogne (Pont de Trémolat, 231 m)                                                                 | Dordogne (Pont de Trémolat, 231 m)                                                                 |
| Bahnhof | 636,1                | Trémolat                                                                                           | 53 m                                                                                               |
| Brücke |                      | Brücke (30 m)                                                                                      | Brücke (30 m)                                                                                      |
| Brücke über Wasserlauf | 639,3                | Dordogne (Pont d’Alles, 212 m)                                                                     | Dordogne (Pont d’Alles, 212 m)                                                                     |
| ehemaliger Bahnhof | 639,6                | Alles-sur-Dordogne                                                                                 | 59 m                                                                                               |
| Brücke über Wasserlauf | 641,2                | Dordogne (Pont de Limeuil, 212 m)                                                                  | Dordogne (Pont de Limeuil, 212 m)                                                                  |
| Abzweig geradeaus und von links |                      | Bahnstrecke Niversac–Agen von Périgueux                                                            | Bahnstrecke Niversac–Agen von Périgueux                                                            |
| Brücke über Wasserlauf | 643,0                | Dordogne (Viaduc de Vic, 222 m)                                                                    | Dordogne (Viaduc de Vic, 222 m)                                                                    |
| Bahnhof | 644,2 557,4          | Le Buisson                                                                                         | 63 m                                                                                               |
| Abzweig geradeaus und nach rechts |                      | Bahnstrecke Niversac–Agen n. Agen ü. Siorac-en-Périgord                                            | Bahnstrecke Niversac–Agen n. Agen ü. Siorac-en-Périgord                                            |
| |                      | | |
| |                      | Bahnstrecke Siorac-en-Périgord–Cazoulès n. Cazoulès ü. Siorac-en-Périgord                          | |
| |                      | | |

Die Bahnstrecke Libourne–Buisson ist eine 97 km lange eingleisige, West-Ost-gerichtete normalspurige Eisenbahnstrecke in Südfrankreich. Sie verbindet 36 km von Bordeaux-Saint-Jean entfernt die Bahnstrecke Paris–Bordeaux im Westen mit der Nord-Süd-orientierten Bahnstrecke Niversac–Agen. Nach Osten hin bildet seit 1884 die Bahnstrecke Siorac-en-Périgord–Cazoulès die Verlängerung zur Bahnstrecke Les Aubrais-Orléans–Montauban-Ville-Bourbon, die ebenfalls eine wichtige Nord-Süd-Magistrale darstellt. Die Strecke verläuft ausschließlich im Tal der Dordogne und bereitete mit einer maximalen Steigung von 5 ‰ beim Bau keine großen Schwierigkeiten. Die Kilometrierung dieser Strecke beginnt in Paris-Austerlitz und führt über Orléans und Tours.

## Geschichte
Die Konzessionärin dieser Strecke – ursprünglich nur bis Bergerac –, die Compagnie du chemin de fer de Libourne à Bergerac, existierte nicht lange. Sie bestand nur zwischen 1863 und 1869. Eine Vorläufergesellschaft, die aus dem Einzelkonzessionär Denis de Rougemont de Löwenberg, Nachfahre einer Schweizer Bankiersfamilie, bestand, unterzeichnete am 16. Juni 1862 mit dem Ministerium für öffentliche Arbeit einen Vertrag zum Bau und Betrieb dieser Strecke. Zu diesem Datum wurde die Strecke für gemeinnützig erklärt, war also auch für Personenverkehr zugelassen. Drei Wochen später, am 6. Juli 1862, wurde mit einer Laufzeit von 99 Jahren die endgültige Konzession erteilt. Mit der Konzession wurde auch festgelegt, dass es keine staatlichen Subventionen gab, und unter Androhung von Konventionalstrafen die Fertigstellung der Strecke verlangt. Am 18. Juli 1866 wurde die Gesellschaft für zahlungsunfähig erklärt, nachdem Gläubiger sie verklagt hatten. Offensichtlich hatte sie mit Staatssubventionen gerechnet und diese in ihre Kalkulationen budgetiert. Bei der Zerschlagung der Gesellschaft gingen die Rechte an die Compagnie du chemin de fer de Paris à Orléans (PO).
| Datum             | Abschnitt                 | Länge [km] |
| ----------------- | ------------------------- | ---------- |
| 28. Januar 1869   | Libourne–Castillon        | 17,4       |
| 29. November 1873 | Castillon–Port-Sainte-Foy | 17,5       |
| 20. Dezember 1875 | Port-Sainte-Foy–Bergerac  | 25,5       |
| 28. Juni 1879     | Bergerac–Le Buisson       | 36,7       |

1869 erhielt nun auch die PO als Rechtsnachfolgerin die endgültige Konzession, die in der Konkursabwicklung vom Staat übernommen worden war. Die Eröffnung der Strecke erfolgte in mehreren Etappen, wie die nachfolgende Tabelle darstellt. Schon im gleichen Jahr konnte der erste, 17,4 km lange Streckenabschnitt eröffnet werden. Der Volksmund nannte die Strecke Turlutchoutchou.

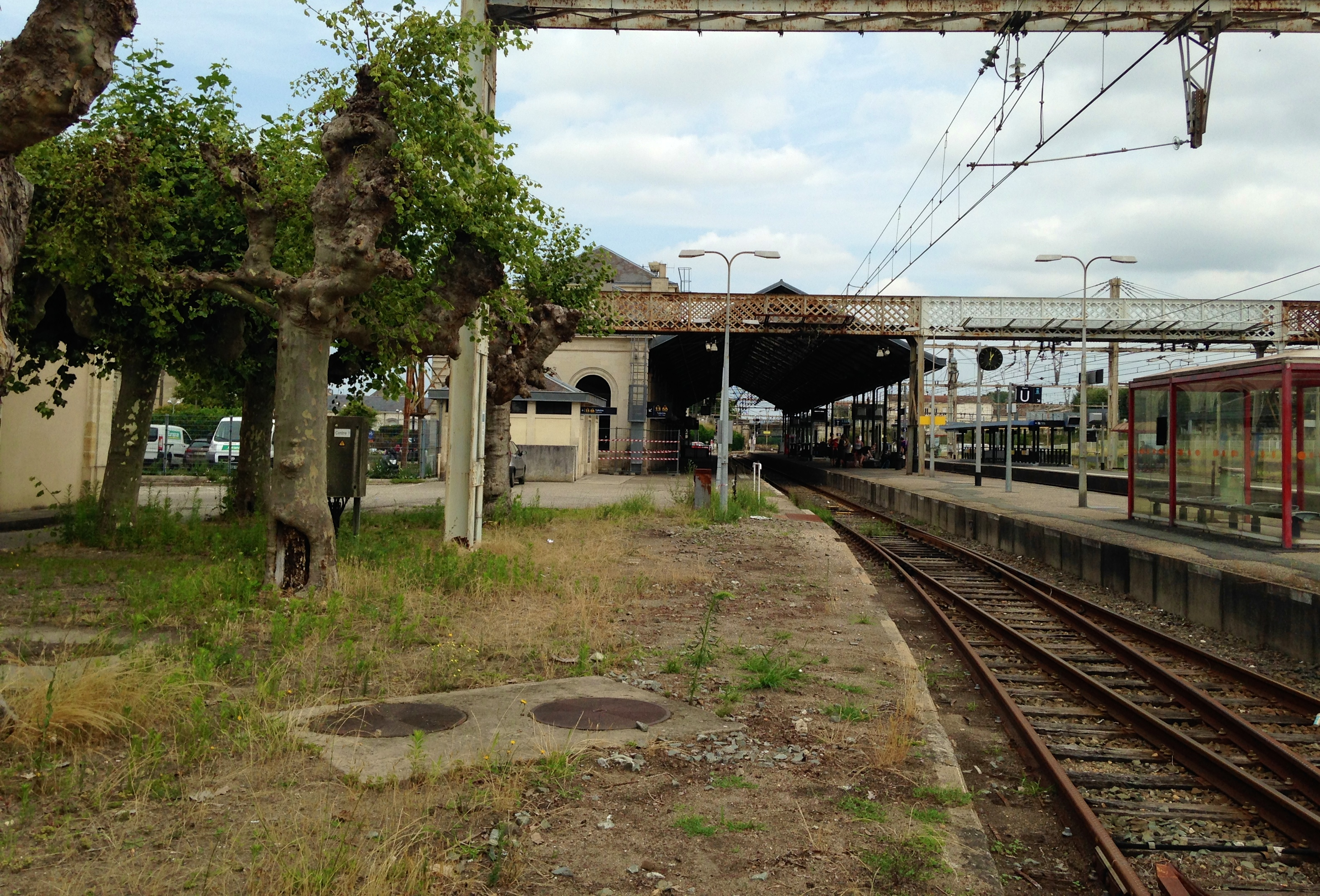
Bahnhof Libourne, Sommer 2014

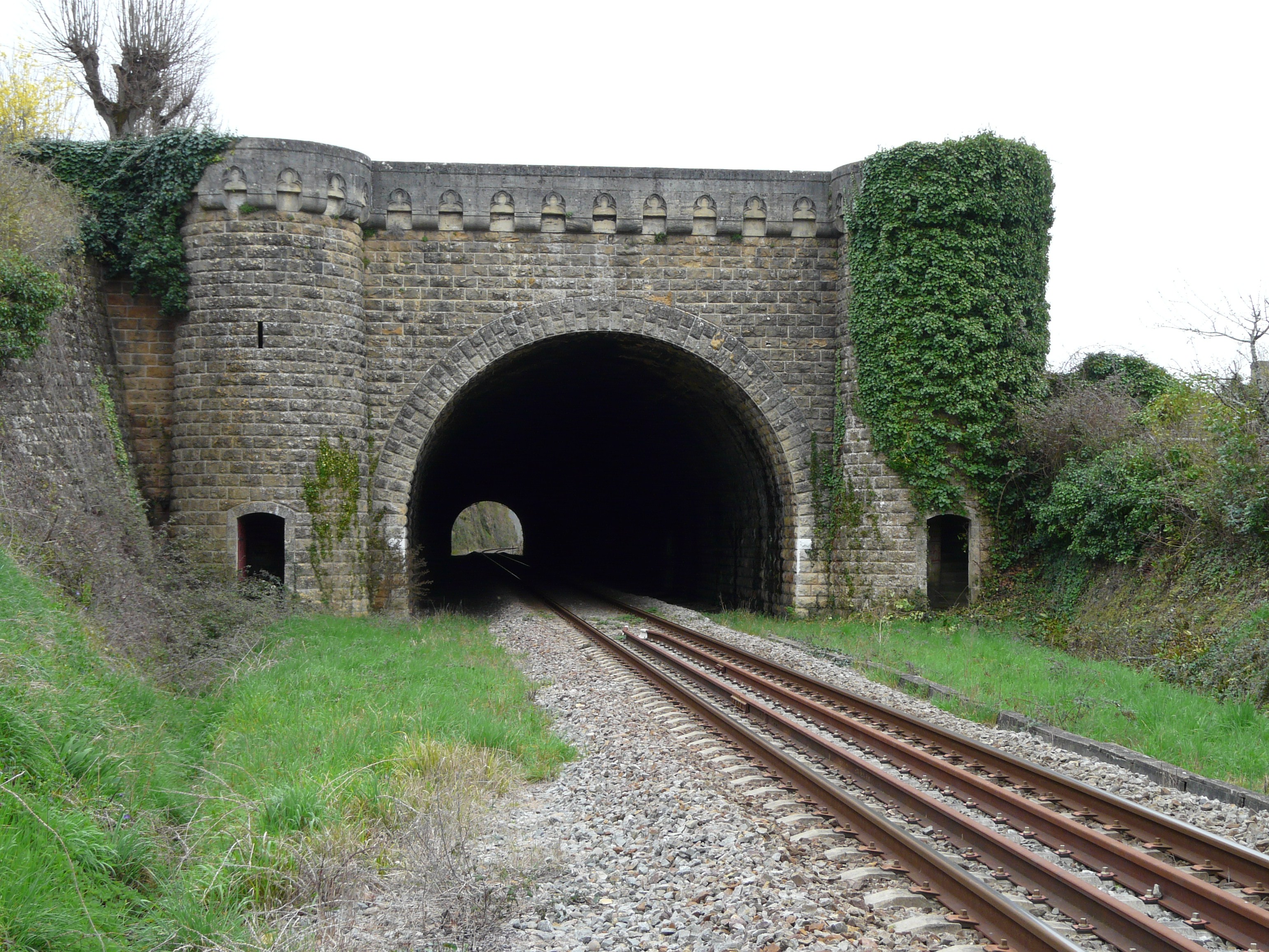
Tunnel de Mouleydier, März 2017

Bereits am 26. Juli 1868 wurde zwischen der PO und dem Minister für öffentliche Arbeiten ein Vertrag zur möglichen Verlängerung der Strecke bis Le Buisson unterschrieben, wo Anschluss an die Bahnstrecke Niversac–Agen bestand, die 1863 eröffnet worden war. 1874 wurde auch dieser Abschnitt als gemeinnützig anerkannt.
Die Strecke wurde bis zum Ende des 20. Jahrhunderts auch im Fernverkehr benutzt. Züge aus Bordeaux fuhren beispielsweise über die Bahnstrecke Souillac–Viescamp-sous-Jallès bis Aurillac. Nachdem dort 1980 der Abschnitt Souillac–Saint-Denis-près-Martel geschlossen worden war, machten die Züge den Umweg über Brive-la-Gaillarde, das der SNCF einige Jahre später zu defizitär wurde. Die zwei Zugpaare (im Winter eines) wurden daraufhin eingestellt.
Am 8. September 1997 ereignete sich in der Gemeinde Port-Sainte-Foy-et-Ponchapt der schwerste Unfall an einem Bahnübergang in Frankreich: Ein Zug des Transport express régional auf dem Weg zwischen Bordeaux und Sarlat prallte auf einen mit Kohlenwasserstoff beladenen Tanklastwagen, wobei der Tankkessel explodierte und ein Feuer entzündete. Es kamen 13 Menschen ums Leben, 43 wurden verletzt, davon zehn schwer. Vier Jahre später wurde dieser Bahnübergang durch eine Brücke ersetzt. Eine Gedenkstele an der Avenue de Bordeaux erinnert an das Unglück.
2019 wurde die Strecke zuletzt generalüberholt. Die Kosten von 84 Mio. Euro teilten sich die Region Nouvelle-Aquitaine mit 35,18, der französische Staat mit 27,27, SNCF Réseaux mit 14,66 und lokale Gebietskörperschaften mit 6,75 Mio. Euro. Dabei wurden auf 62 km die Schienen ausgetauscht, fünf Bahnhöfe und drei Brücken saniert sowie 72 Bahnübergänge.